# Гравітаційна антена
Гравітаці́йна анте́на — тип детектора гравітаційних хвиль, заснований на визначенні механічних напруг, що викликаються в твердих тілах збуреннями метрики простору-часу.
| Проект    | Розташування антени           | Маса детектора і його температура |
| --------- | ----------------------------- | --------------------------------- |
| AURIGAI   | Леньяро поблизу Падуї, Італія | M = 2,23 т, Т = 0,2 К             |
| EXPLORER  | ЦЕРН, Женева, Швейцарія       | M = 2,27 т, Т = 2,6 К             |
| NAUTILUS  | Фраскати поблизу Рима, Італія | M = 2,26 т, Т = 0,13 К            |
| ALLEGRO   | Батон Руж, шт. Луїзіана, США  | M = 2,30 т, T = 4,2 К             |
| miniGRAIL | Лейден, Нідерланди            | М = 1,15 т, T = 0,02 К            |